# Championnat de Pologne féminin de football 2019-2020
Navigation
Édition précédente Édition suivante
Le championnat de Pologne féminin de football 2019-2020 est la 41e édition de la première division de football féminin en Pologne. 
Le championnat commence le 3 septembre 2019 et se termine le 8 juin 2020, avec une première phase où les équipes s'affrontent deux fois (2 fois 11 matchs), puis une deuxième phase où les 6 premières équipes  s'affrontent une fois (5 matchs) pour le titre et les six dernières pour la relégation.
Le Górnik Łęczna est le champion en titre et défend son bien pour la seconde fois.
La compétition suspendue en mars 2020 est arrêtée définitivement le 3 juin 2020 en raison de la pandémie de Covid-19 et le Górnik Łęczna est sacré champion de Pologne

## Clubs participants
Les deux clubs promus :
- KKP Bydgoszcz
- Rolnik Biedrzychowice

Les deux clubs relégués :
- AZS PWSZ Biała Podlaska
- Polonia Poznań

## Compétition
| Rang | Équipe                  | Pts | J  | G  | N | P  | Bp | Bc | Diff |
| ---- | ----------------------- | --- | -- | -- | - | -- | -- | -- | ---- |
| 1    | Górnik Łęczna T         | 34  | 12 | 11 | 1 | 0  | 57 | 8  | +49  |
| 2    | Medyk Konin             | 25  | 12 | 8  | 1 | 3  | 43 | 13 | +30  |
| 3    | Czarni Sosnowiec        | 25  | 12 | 8  | 1 | 3  | 40 | 8  | +32  |
| 4    | AZS UJ Cracovie         | 24  | 11 | 8  | 0 | 3  | 26 | 12 | +14  |
| 5    | UKS SMS Łódź            | 23  | 12 | 7  | 2 | 3  | 35 | 13 | +22  |
| 6    | GKS Katowice            | 22  | 12 | 7  | 1 | 4  | 30 | 19 | +11  |
| 7    | Olimpia Szczecin        | 18  | 12 | 6  | 0 | 6  | 27 | 38 | -11  |
| 8    | AZS PWSZ Wałbrzych      | 16  | 12 | 5  | 1 | 6  | 23 | 22 | +1   |
| 9    | AZS Wrocław             | 9   | 11 | 3  | 0 | 8  | 19 | 28 | -9   |
| 10   | Mitech Żywiec           | 6   | 12 | 2  | 0 | 10 | 11 | 43 | -32  |
| 11   | KKP Bydgoszcz P         | 4   | 12 | 1  | 1 | 10 | 7  | 53 | -46  |
| 12   | Rolnik Biedrzychowice P | 0   | 11 | 0  | 0 | 11 | 7  | 69 | -62  |

| Légende : Qualifications et relégations | Légende : Qualifications et relégations                                  |
| --------------------------------------- | ------------------------------------------------------------------------ |
|                                         | Ligue des champions féminine de l'UEFA 2020-2021 (tour de qualification) |
|                                         | Relégation en 2e division                                                |
|                                         | (T) : Tenant du titre 2018-2019 (P) : Promu en 2018-2019                 |

## Meilleures buteuses
Après 7 matches en première phase :
| Place             | Joueuse         | Club             | Buts |
| ----------------- | --------------- | ---------------- | ---- |
| Médaille d'or     | Ewelina Kamczyk | Górnik Łęczna    | 13   |
| Médaille d'argent | Dżesika Jaszek  | Czarni Sosnowiec | 9    |
| Médaille d'argent | Klaudia Miłek   | GKS Katowice     | 9    |